# Hastingsia atropurpurea
Hastingsia atropurpurea är en sparrisväxtart som beskrevs av Becking. Hastingsia atropurpurea ingår i släktet Hastingsia och familjen sparrisväxter. Inga underarter finns listade i Catalogue of Life.